# ۴۳۶ (میلادی)
۴۳۶ (میلادی) چهارصد و سی و ششمین سال تقویم میلادی است.

## درگذشتگان
‎